# Henry Brown Fuller
Pour les articles homonymes, voir Brown et Fuller.
Cet article possède un paronyme, voir Henry Brown.
Henry Brown Fuller, né en 1867 à Deerfield dans le Massachusetts et décédé en 1934 à La Nouvelle-Orléans en Louisiane aux États-Unis, est un peintre américain, connu pour ces œuvres classiques et allégoriques.

## Biographie
Henry Brown Fuller naît à Deerfield dans le Massachusetts en 1867. Il est le fils du peintre George Fuller (en). Il étudie à la Cowles Art School sous la direction du peintre Dennis Miller Bunker puis à l'Art Students League of New York auprès des peintres William Merritt Chase et Henry Siddons Mowbray.
En 1893, il épouse la peintre Lucia Fairchild, avec qui il a deux enfants. La famille s'installe dans la colonie artistique (en) de Cornish dans le New Hampshire.
Souffrant de crises de dépression sévère, il divorce en 1905 et quitte le New Hampshire pour la ville de New York, avant de retourner vivre auprès de sa mère à Deerfield. Il décède en 1934 à La Nouvelle-Orléans.
Ces œuvres sont notamment visibles ou conservées au Smithsonian American Art Museum de Washington et au San Francisco De Young Museum.

## Œuvres

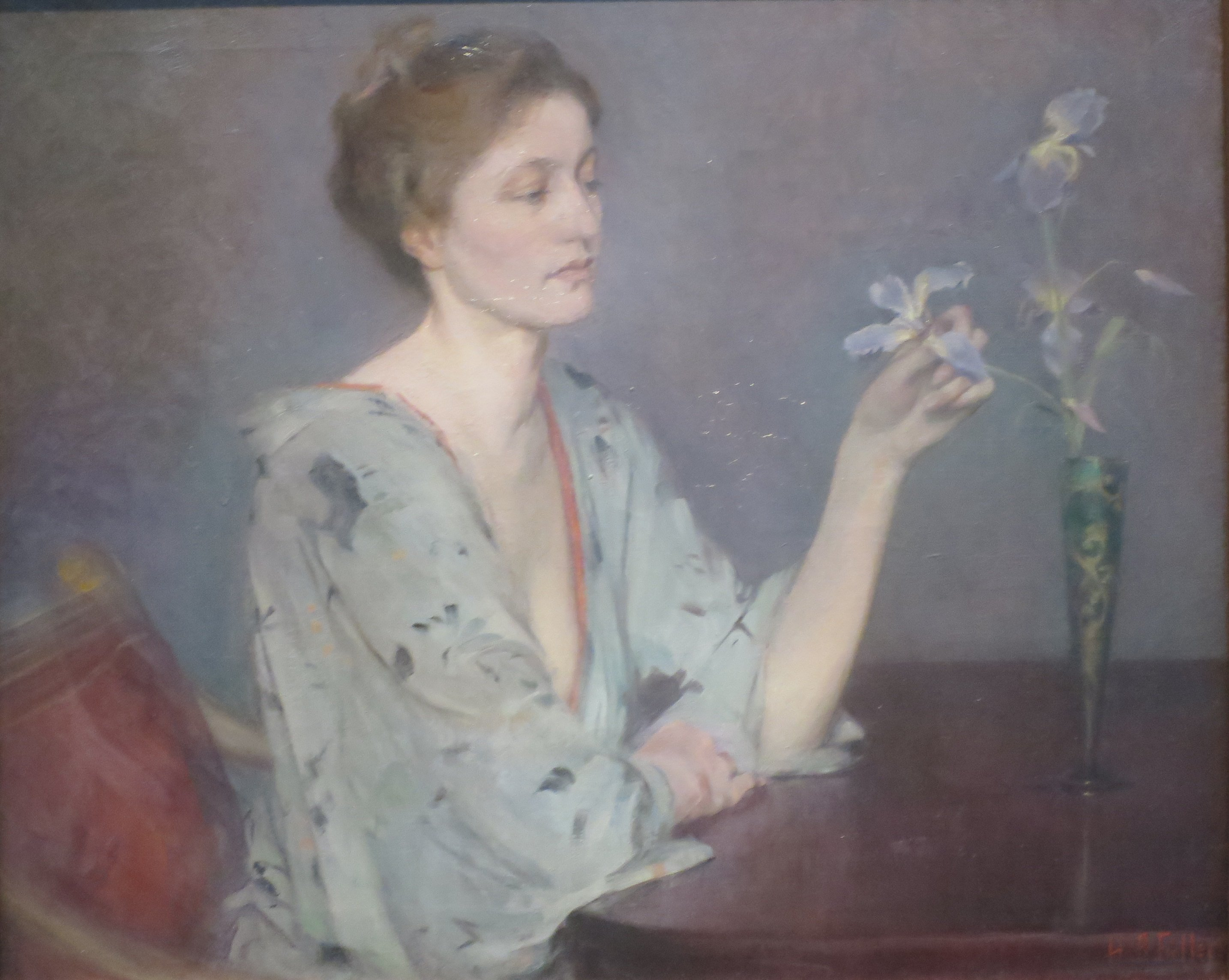
Ebba Bohm, vers 1900, San Francisco De Young Museum
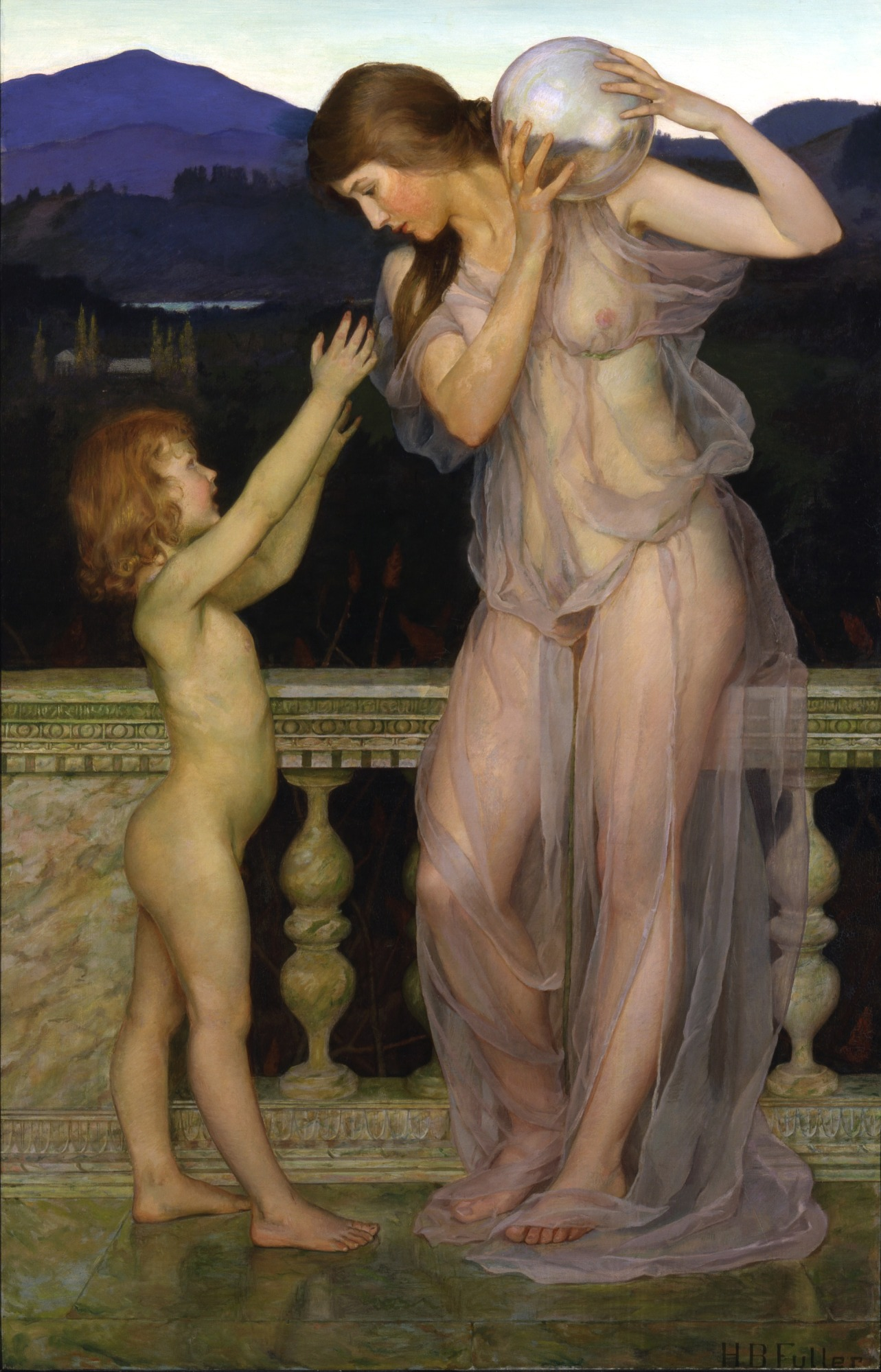
Illusions, avant 1901, Smithsonian American Art Museum